# Fred Miller (animateur)
Pour les articles homonymes, voir Fred Miller et Miller.
Frederick Miller est un animateur américain principalement connu pour son travail sur la série télévisée d'animation Bob l'éponge.

## Filmographie

### Animateur
- 1990 : Les Tiny Toons (2 épisodes)
- 1990 : Kid 'n Play
- 1991 : La Guerre des tomates (8 épisodes)
- 1991 : Bucky O'Hare... contre les Krapos ! (13 épisodes)
- 1993-1995 : X-Men (2 épisodes)
- 1994 : G.I. Joe: Sgt. Savage and His Screaming Eagles
- 1994 : Super Zéro (1 épisode)
- 1994-1995 : Skeleton Warriors (13 épisodes)
- 1997 : Extrême Ghostbusters (8 épisodes)
- 1997 : Jumanji (7 épisodes)
- 1997 : Men in Black (8 épisodes)
- 1997-1998 : Life with Louie (9 épisodes)
- 1997-1998 : Tous les chiens vont au paradis (13 épisodes)
- 1998 : Fat Dog Mendoza
- 1998 : Charlie, le conte de Noël
- 1999-2000 : Bob l'éponge (8 épisodes)
- 2000 : The Tangerine Bear: Home in Tiem for Christmas!
- 2000-2003 : Clifford le gros chien rouge (38 épisodes)
- 2002 : Rocket Power (7 épisodes)
- 2002 : Larry Boy: The Cartoon Adventures
- 2002 : Ozzy et Drix (1 épisode)
- 2002-2004 : Ginger (14 épisodes)
- 2003 : Les Tortues Ninja (11 épisodes)
- 2003-2004 : La Famille Delajungle (10 épisodes)
- 2003-2005 : Clifford's Puppy Days (6 épisodes)
- 2004 : Make Way for Noddy (1 épisode)
- 2005 : Tom and Jerry: The Fast and the Furry
- 2006 : My Little Pony: The Runaway Rainbow
- 2006 : Classe 3000 (3 épisodes)

### Artiste de storyboard
- 2000 : Monster Mash